# سه عصر زن
سه عصر زن (انگلیسی: The Three Ages of Woman) یک نقاشی از هنرمند نمادگرای اتریشی و عضو برجسته هنر جدید وین، مشهور به جدایی وین، گوستاو کلیمت می‌باشد که در تاریخ ۱۹۰۵ و در اتریش تکمیل گردید. این اثر هنری همچنین در دومین نمایشگاه انجمن هنرمندان آلمان از ماه مه تا اکتبر ۱۹۰۵ و در شهر برلین تحت عنوان سه عصر به نمایش گذاشته شد. گوستاو کلیمت در این نقاشی، ۳ زن را در مراحل مختلف سنی نشان داده‌است که نمادی از چرخه زندگی است. این ۳ زن، بر روی بوم، نقش محوری دارند و نقطهٔ کانونی اثر تلقی می‌شوند.
پس‌زمینه فاقد عمق است و همین موضوع باعث شده‌است تا نقاشی کاملاً دو بعدی به نظر برسد و این در حالی است که، خنثی بودن رنگ‌ها نیز جلوه‌ای آرام‌بخش ایجاد می‌کند. سبک رایج کلیمت در استفاده از نقوش متفاوت رنگارنگ در این اثر نیز به خوبی مشهود است. کوچکترین چهره این تصویر، یک کودک است که به زن جوانی (مادرش) آویخته‌است و تنها نفراتی هستند که یکدیگر را لمس کرده‌اند. پارچه‌ای آبی و شفاف، پاهای آنها را پوشانده و هر دو نفر آنها، چشمانشان بسته‌است. گیسوان درخشان و انبوه زن جوان مزین به گل‌هایی است که استعاره از بهار است. تمام این موارد در تضاد با پیرزنی است که از دو کارکتر دیگر جدا قرار گرفته و سرش برگردانده و رو به پایین است. پیرزن همچنین برخلاف دو نفر دیگر (که پاهایشان با پارچه‌ای پوشانده شده‌است) پاهایش پیدا است و این کار برای آن بوده‌است تا بیننده بتواند اثرات گذر سن و پیدایش بدریختی جسمی در او را به‌طور کامل مشاهده نماید.